# Appelbom
Appelbom är en svensk adelsätt, varav en utslocknad gren erhöll friherrlig rang. Ätten ska ha sitt ursprung i den så kallade Stora Vångasläkten.

## Historik
Ätten har sagts ha gemensamt ursprung med Igelström, Fägerstierna och Strömfelt och skall härstamma från en Bengt Haraldsson, född i Nylödöse och som uppges 1529 ha lämnat Sverige på grund av bibehållandet av sin katolska tro.
Från dennes ene son kyrkoherden i Fägre Johannes Benedicti (1519-1589) skall släkterna Strömfelt, Fägerstierna och Fägerborg stamma.
En annan son skall ha varit Harald Bengtsson konungens köpman i Lödöse och sekreterare på Älvsborgs fästning. Dennes hustru var enligt Anreps ättartavlor Ragnild Svensdotter vars far enligt samma källa skulle ha varit adelsman under Johan III:s tid och vars mor skulle ha fört en lind i sitt vapen. Deras ene Bengt Haraldsson blev far till Harald Bengtsson som 1645 adlades Igelström, och deras andra son var Anders Haraldsson som var häradshövding i Hölebo härad och var gift med Carin Andersdotter Höök af Partilled vars mor tillhörde ätten Kärling. Anders Haraldsson fick år 1645 förnyelse på sina förfäders adelskap och introducerades på nummer 325.
Dottern Kjerstin var först gift med hovpredikanten Aron Zynthius och sedan med Daniel Sidenius, dottern Carin med Johan Stiernhöök och stammoder till ätten Stiernhöök, dottern Ellika blev stammoder till ätten Lindhielm, och dottern Brita till Appelberg. Sonen Mårten stupade i Franken 1647. Ätten fortlevde på svärdssidan med hovrådet Harald Appelbom (1612-1674), landshövding Anders Appelbom (1614-1686), majoren Johan Appelbom, och ryttmästaren Samuel Appelbom (död 1655).
Hovrådet Harald Appelbom var diplomat i England och Nederländerna, och stod på mycket god fot med Karl II av England. Hans hustru var Susanna Roglau från Holland. Deras ätt fortgick inte på svärdssidan i Sverige. Hans bror landshövding Anders Appelbom var gift två gånger och fick två barn, bara i första äktenskapet med borgmästaredottern Malin Gyntesdotter från Stockholm. Dottern Ingrid var gift med Hieronymus Lindeberg som arkebuserades 1677 för att han överlämnade Landskrona slott till danskarna. Sonen Anders Appelbom var registrator i kansliet och ska ha avlidit utomlands. Till hustru hade den senare en dotter till Daniel Behmer i dennes första äktenskap. De senare fick en son, Harald Appelbom (1669-1730), hovrättsassessor och gift med Barbara Magdalena Ehrenhielm vars mor var en Gyldenbring, med vilken han fick flera barn som avled späda, en dotter gift Ehrenhielm, och sonen Harald Appelbom (1711-1783) som var kansliråd och gift första gången med en Gyldenbring, med vilken han fick två barn som avled späda. Därmed utgick äldsta grenen av ätten.
Den ovan nämnde majoren Johan Appelbom var först gift med en tyska, Anna Pröbstein, och andra gången Brita Crusebjörn vars mor var en Skytte af Sätra. Den näst äldste sonen i första äktenskapet, Anders Appelbom (1652-1721), var amiral och upphöjdes år 1719 till friherre samt introducerades på nummer 164. Till hustru hade han Brita Christina Clerck, dotter till Hans Clerck och vars mor var en Bure. Deras enda dotter gifte sig med en friherre Lagerfelt, och deras söner avled barnlösa varigenom den friherrliga ätten slocknade med Anders Appelbom själv.
Den adliga ätten fortlevde med ättlingar till majoren Johan Appelbom och hans bror ryttmästaren Samuel Appelbom. Den senare av dessa var gift med arrendatorn av Nora bergslag och Linde bergslag, Andreas Dress från troligtvis Frankrike och dennes holländska hustru Elisabeth Schaeij. De fick dottern Elisabeth, gift med en ofrälse löjtnant, och sonen Anders, gift Löfling.
Bland major Johan Appelboms ättlingar märks hans son överstelöjtnant Johan Appelbom.